# Avenged Sevenfold
Avenged Sevenfold (A7X) est un groupe américain de heavy metal, originaire de Huntington Beach, en Californie. Le groupe a longtemps été un pilier de la scène underground californienne avant d'évoluer vers une musique plus mélodique qui a permis au groupe de connaître le succès avec l'album City of Evil et l'album éponyme Avenged Sevenfold. Fondé par M. Shadows, Zacky Vengeance, The Rev et Matt Wendt à la fin des années 1990, la composition actuelle du groupe est : M. Shadows au chant, Synyster Gates à la guitare solo, Zacky Vengeance à la guitare rythmique, Johnny Christ à la basse et Brooks Wackerman à la batterie.
Le groupe émerge dans un son metalcore lors des deux premiers albums Sounding the Seventh Trumpet (2001) et Waking the Fallen (2003) et participant ainsi à la popularisation de ce genre, puis évolue vers un son plus hard rock et heavy metal avec City of Evil (2005) et Avenged Sevenfold (2007). Nightmare apparaît après la mort de The Rev en 2010. En date, Avenged Sevenfold recense neuf albums studio, un album live, une compilation, un DVD, et dix-neuf singles, et plus de huit millions d'albums vendus à travers le monde,,.

## Historique

### Création etSounding the Seventh Trumpet(1999–2002)

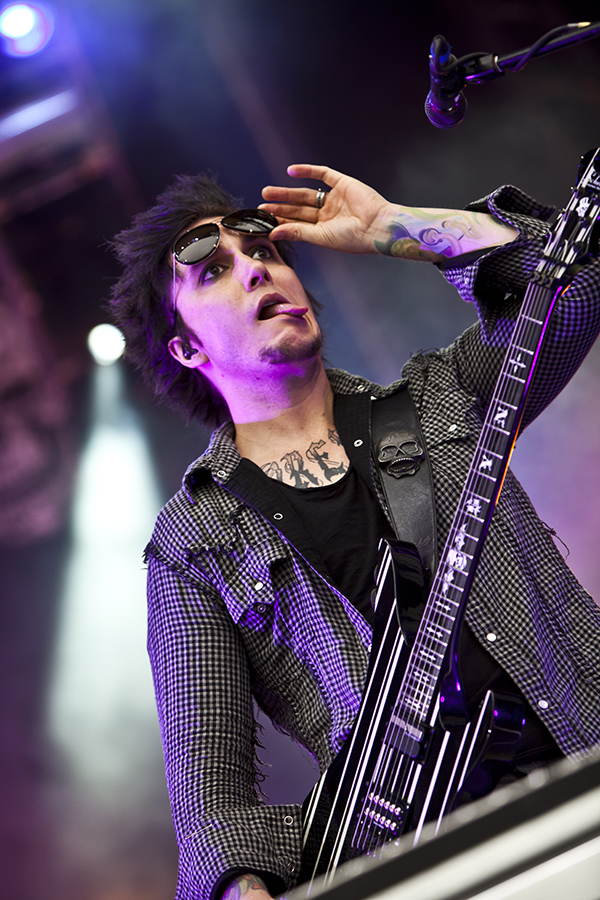
Synyster Gates, guitariste soliste du groupe.

Le groupe se forme en 1999 à Huntington Beach, en Californie, et se compose initialement de M. Shadows, Zacky Vengeance, The Rev et Matt Wendt. Le nom du groupe fait référence à l'histoire de Caïn et Abel dans la Bible, une histoire trouvée dans la Genèse 4:24. Bien que le groupe ne se déclare pas pro-chrétien, le nom est choisi à la place de Lips of Deceit, une autre référence biblique. Dès sa formation, chaque membre du groupe a également pris un pseudonyme qui étaient déjà leurs surnoms dans leur école. Matt Wendt est ensuite remplacé par Justin Sane, à l'époque bassiste du groupe Suburban Legends. En 2001, l'ancien bassiste Justin Sane fait une tentative de suicide en buvant des quantités excessives de sirop contre la toux. Toutefois, il survit, mais sa tentative de suicide a un impact sur le Take Action Tour. Il est transporté à l'hôpital pendant un certain temps ; il doit quitter le groupe et est remplacé par Dameon Ash. Dans une entrevue de M. Shadows à ce sujet, celui-ci déclare qu'« il se soignera à l'hôpital psychiatrique pendant une longue période » et « quand vous avez quelqu'un dans votre groupe qui fait ça, ça gâche tout ce qui se passe autour de vous, et ça donne envie de faire quelque chose pour empêcher que ça se reproduise. »
Avant la sortie de leur premier album, le groupe enregistre deux démos en 1999 et 2000,. Le premier album du groupe, Sounding the Seventh Trumpet, est enregistré lorsque les membres du groupe ont dix-huit ans et vont encore au lycée. Il est initialement publié sur leur premier label, Good Life Recordings, en 2001. Après l'arrivée du guitariste Synyster Gates fin 1999, lui aussi âgé de 18 ans, la piste d'introduction To End the Rapture est réenregistrée, et l'album est ensuite réédité au label Hopeless Records en 2002. Après plusieurs changements de bassiste, le groupe fait son choix et retient Johnny Christ.

### Waking The Fallen(2003–2004)
Doté d'un line-up complet et homogène avec les arrivées de Synyster Gates et Johnny Christ, Avenged Sevenfold se stabilise et entame l'écriture de son second album studio en 2002. C'est en août 2003 que sort Waking the Fallen au label Hopeless Records. Ce second opus montre une évolution notable : les chansons plus douces que sur le premier album, les solos de guitare sont plus fréquents et M. Shadows pratique une alternance entre un chant clair et un « scream » mieux maîtrisé. Waking the Fallen installe le groupe comme l'une des nouvelles références de la scène metalcore américaine. Dès lors, Avenged Sevenfold est cité dans le Billboard Magazine ou encore dans le Boston Globe et participe au Vans Warped Tour.
En 2004, le groupe participe de nouveau au Vans Warped Tour, et obtient son premier succès auprès du public. Le clip de Unholy Confessions est diffusé sur les chaines musicales américaines, et la chanson fait partie de plusieurs compilations. Waking the Fallen est bien accueilli par l'ensemble de la presse spécialisée, et certains morceaux de l'album comme Unholy Confessions, Second Heartbeat, et Chapter Four leur permettent d'acquérir un nombre considérable de fans. Le succès initial du groupe attire l'œil des maisons de disques, et peu de temps après la sortie de Waking the Fallen, Avenged Sevenfold quitte Hopeless Records et la scène indépendante pour signer chez Warner Bros. Records.

### City of Evil(2005–2006)
City of Evil, le troisième album studio du groupe, sort le 7 juin 2005, un tournant très marquant pour le groupe. Au niveau musical, M. Shadows ne crie plus, et l'album fait la part belle aux solos de guitare, aux riffs de guitares harmonisés et aux influences variées, certaines chansons dépassant allégrement sept minutes comme Sidewinder et The Wicked End. City of Evil révèle des influences de groupes comme Guns N' Roses, Metallica, Iron Maiden et même Pantera. Un revirement qui déplaira à certains fans de Waking the Fallen, la sonorité du nouvel album étant complètement différente.

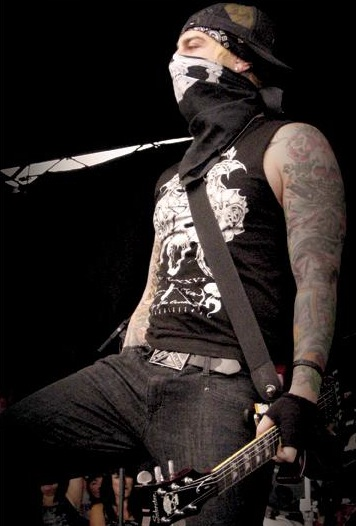
Zacky Vengeance, en 2007.

L'album atteint la trentième place du Billboard 200 la semaine de sa sortie avec plus de 30 000 albums vendus. Le groupe participe à nouveau au Vans Warped Tour, cette fois en tant que tête d'affiche et poursuit sa tournée avec la Cities of Evil Tour. City of Evil obtient un succès commercial remarquable, notamment grâce au single Bat Country, en faisant la première partie de la tournée mondiale de Guns N' Roses en 2006 et en participant, en tant que tête d'affiche, à plusieurs festivals majeurs tels que le Vans Warped Tour et le Ozzfest. Plusieurs chansons issues de l'album, notamment Bat Country et Beast and the Harlot sont utilisées dans des jeux vidéo musicaux comme Rock Band et Guitar Hero, respectivement ; la chanson Blinded In Chains est également présente dans Need For Speed Most Wanted. City of Evil devient le premier album du groupe à être certifié disque d'or, puis disque de platine en août 2009.

### Avenged Sevenfold(2006–2007)

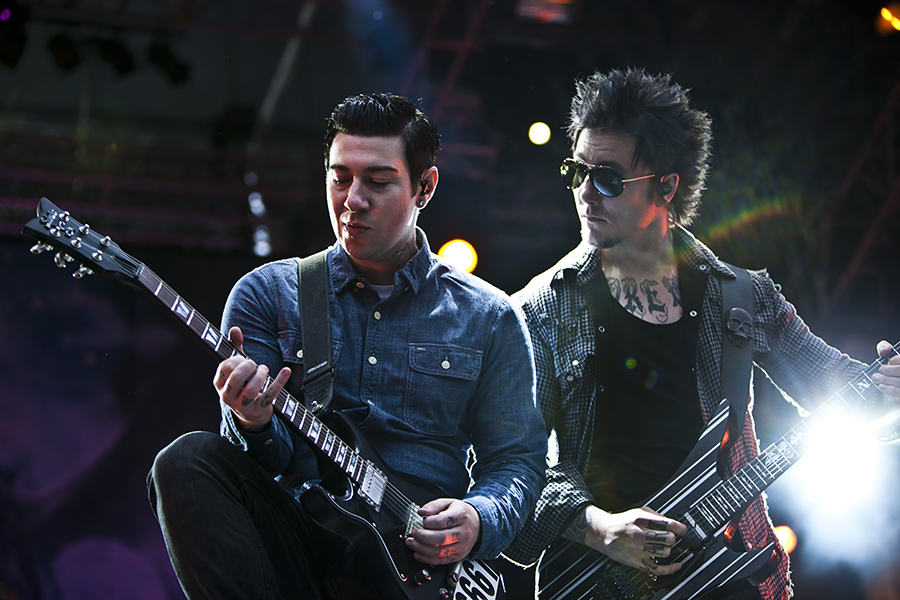
Synyster Gates et Zacky Vengeance, les deux guitaristes du groupe sur scène en 2011.

Avenged Sevenfold, désormais reconnu par le public, participe en tant que tête d'affiche à l'édition 2006 du célèbre Ozzfest tour aux côtés de groupes comme DragonForce, Lacuna Coil, Hatebreed, Disturbed ou encore System of a Down. Après une tournée mondiale de 16 mois qui se terminera au Québec, le groupe annonce l'annulation de leur Fall Tour 2006 pour enregistrer un nouvel album. M. Shadows annonce que le quatrième album ne sera pas un City of Evil 2 ou un Waking the Fallen 2, et prévient d'une nouvelle orientation musicale pour cet album homonyme,. Pour faire patienter les fans, le groupe fait paraître, le 17 juillet 2007, un documentaire sur leur carrière, intitulé All Excess, qui se classe directement à la première place des classements musicaux aux États-Unis[réf. nécessaire]. Le 30 octobre 2007, l'album homonyme d'Avenged Sevenfold déroute une nouvelle fois les fans et continue son exploration musicale avec un hard rock teinté de metalcore. La musique se fait plus douce, moins speed, avec plusieurs ballades rock parfois teintées d'éléments country. Le piano prédomine dans certaines chansons. Le groupe garde les éléments qui ont forgé son identité : compositions complexes, parfois épiques, guitares incisives souvent harmonisés et solos de guitare mêlant habilement ses influences. Il est remarqué par des fans que la pochette de l'album ressemblait beaucoup à la pochette du White Album des Beatles, avec le Deathbat, qui représente le groupe, sur fond blanc. L'air de A Little Piece of Heaven (particulièrement au moment de « You had my heart, at least for the most part ») est calqué sur le refrain de Rocky Raccoon, titre des Beatles, lui-même tiré du White Album. L'album débute à la 4e place du Billboard 200 avec près de 100 000 exemplaires vendus dès la première semaine, et restera classé dans le top pendant 73 semaines. Quelques mois plus tard, le groupe obtient le Kerrang! award du meilleur album de l'année. De nombreux titres de cet album tels que Scream, Afterlife, Critical Acclaim, et Almost Easy sont téléchargeables sur les jeux vidéo Rock Band et Guitar Hero.
En septembre 2008 sort leur premier DVD comprenant un live complet : Live in the LBC & Diamonds in the Rough, filmé à Long Beach. Le DVD est accompagné d'un album réunissant les meilleures démos écrites pour l'album homonyme et plusieurs reprises, notamment Walk, de Pantera et Flash of the Blade d'Iron Maiden,,. Ce DVD live est certifié disque d'or le 4 novembre 2008 puis, disque de platine le 5 juin 2009 par la Recording Association of America. En 2008, Avenged Sevenfold est la tête d'affiche du Taste of Chaos Tour qui se déroule du 29 février au 15 avril aux États-Unis avec Atreyu, Bullet for My Valentine, Blessthefall et Idiot Pilot. Le 16 avril 2009, le groupe reprend le titre It's So Easy de Guns N' Roses au Nokia Theater de Los Angeles en compagnie du célèbre guitariste Slash. Matt enregistre également le titre Nothing to Say sur l'album solo de Slash, sorti en avril 2010. En juillet, Le groupe accompagne Iron Maiden lors de leur tournée Somewhere Back in Time World Tour. Ils joueront dans certains concerts de Maiden, en Europe, en tant qu'invité secret. Le 15 juillet 2009, M. Shadows annonce que le groupe travaille sur un nouvel album. Le même jour, Waking the Fallen est certifié disque d’or par la Recording Association of America. Pendant un concert à guichet fermé à Leeds, le 23 août, le groupe est forcé d'écourter son show, Shadows ne pouvant assurer le chant en raison de problèmes vocaux. Lors d'un communiqué officiel que le groupe fait parvenir le 24 août, ils expliquent : « Nous sommes vraiment désolés de vous apprendre qu'Avenged Sevenfold ne se produira pas à Reading, aujourd'hui, le 24 août. Comme plusieurs d'entre vous le savent, le groupe a dû raccourcir sa playlist à Leeds, à cause de problèmes de voix. Depuis, les médecins de Matt, au Royaume-Uni et à Los Angeles, lui conseillent de reposer sa voix et de ne pas chanter. Heureusement, il n'y a pas de problèmes à long terme et avec le repos approprié, Matt retourne sur la route bientôt. » Ils doivent, par le fait même, annuler plusieurs shows de la tournée, dont un à Québec qui était dû pour le 9 septembre 2008, mais qui est reporté au 15 décembre 2008. Ce concert est le dernier offert par le groupe à Québec avant la mort du batteur, The Rev, en 2009. Ils ne reviendront pas dans la capitale avant 2011. En octobre 2009, après une tournée harassante de plus de deux ans (suivie de quelques mois de pause consacrés à l'écriture), le groupe rentre en studio pour travailler sur son cinquième album studio. Le 24 décembre 2009, Avenged Sevenfold arrive deuxième au classement des 10 meilleurs groupes de la décennie du site Ultimate Guitar, laissant la première place à Metallica.

### Décès de Jimmy«The Rev»Sullivan (2009–2010)

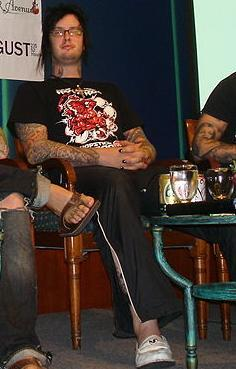
The Rev, le batteur du groupe décède en 2009.

Le 28 décembre 2009, un évènement malheureux marque un nouveau tournant dans la carrière du groupe. La mort de Jimmy « The Rev » Sullivan est annoncée via un communiqué : « C'est avec beaucoup de tristesse et le cœur lourd que nous vous annonçons aujourd'hui la mort de Jimmy « The Rev » Sullivan. Jimmy n'était pas seulement l'un des meilleurs batteur au monde, mais plus important encore, il était notre meilleur ami et frère. Nos pensées et prières vont à la famille de Jimmy et nous espérons que vous respecterez leur vie privée pendant ces moments difficiles. » Plus tard, la famille Sullivan exprime sa gratitude envers les fans : « Nous tenons à remercier tous les fans de Jimmy pour les commentaires chaleureux qui ont été écrits - il est réconfortant de savoir que son génie et ses singeries ont été appréciés et qu'il était tant aimé. Nos cœurs sont brisés - il était beaucoup trop jeune pour tomber. Óg agus saor go deo (Pour toujours libre et jeune). »
Le 5 janvier 2010, des funérailles privées sont organisées et Jimmy Sullivan est enterré le 6 janvier 2010. Plus de 50 artistes lui rendent hommage. L'ensemble du groupe est très touché. The Rev n'était pas seulement le batteur du groupe, c'était également l'un de ses principaux compositeurs, membre fondateur et ami d'enfance de Shadows et de Zackary en plus d'être le meilleur ami de Brian. Avenged Sevenfold garde les pieds sur terre et, sans nécessairement le vouloir, mais plutôt pour les fans, retourne en studio avec Mike Portnoy pour enregistrer l'album Nightmare. L'album est un véritable succès : il est nommé album metal de l'année. Le groupe attribuera ce succès aux fans, eux les ayant supportés et encouragés à continuer après la mort du batteur.
Quelques semaines plus tard, Shadows s'exprime sur la mort de Jimmy, et confirme que le cinquième album du groupe sortirait en juillet. « J'ai tellement à dire. Seulement... je ne trouve pas les mots donc je vais attendre que le temps me donne les moyens de m'exprimer. Ce que nous devons faire est assez clair maintenant. Nous venons de terminer l'écriture d'un album avec Jimmy. Je ne peux pas vous dire ce que le futur nous réserve car là, maintenant, c'est trop douloureux d'y penser, mais nous savons que nous devons enregistrer et sortir cet album en l'honneur de Jimmy, pour lui. Il m'appelait toutes les nuits pour discuter des morceaux et me dire : "Ce truc va changer le monde !". J'étais d'accord avec lui, mais je ne pensais pas que ça se ferait comme ça. S'il vous plait, soyez patients avec nous, nous ne savons pas à quel point ce sera dur de traverser ça, nous savons juste que nous devons le faire pour son héritage. Après ça, qui sait ? » Le 17 février 2010, le groupe annonce son arrivée en studio en compagnie du batteur de Dream Theater, Mike Portnoy : « Je veux que nos fans sachent qu'avec Jimmy dans nos cœurs, notre voyage pour enregistrer l'album a officiellement débuté. Jimmy a contribué à créer un merveilleux cadeau, c'est notre boulot de livrer ce cadeau à nos fans. Nous avons demandé au batteur préféré de Jimmy, Mike Portnoy, d'enregistrer l'album à sa place. Mike a répondu à l'appel. C'est réconfortant pour nous de savoir que quelqu'un comme Mike, qui est vénéré comme le meilleur batteur sur cette planète ait autant de respect pour Jimmy. Même si ça ne sera jamais pareil sans notre frère à nos côtés, son âme vit toujours dans nos cœurs et dans la musique qu'il a écrite avec nous,. »
À la suite du décès du batteur, des fans, des amis ainsi que plusieurs groupes lui ont rendu hommage, Avenged Sevenfold y compris. En premier lieu, Mike Portnoy accepte d'épauler Avenged Sevenfold en prenant la place du batteur pour les enregistrements en studio de l'album Nightmare ainsi que sur le Welcome to the Family Tour (2010) laissant de côté son travail avec Dream Theater. En même temps, plusieurs vidéos de fans sont apparues qui lui rendre hommage à leurs façons. Le décor du site web du groupe, ainsi que le décor de la scène laisse place à une image de Jimmy Sullivan, de dos, laissant paraître son tatouage Sullivan 0, avec Johnny d'un côté et Brian de l'autre. Cette image est tirée du DVD All Excess. Peu après sa mort, certaines personnes[Qui ?] commencent à modifier le deathbat, logo du groupe, pour y ajouter les cheveux de Jimmy formant ainsi The Rev Deathbat[réf. nécessaire].
Le groupe fait produire un hommage officiel avec des photos de son enfance vers son adolescence ainsi que des extraits vidéo du batteur en coulisse, réalisé par la maison de production Tweentyfourcore. En décembre 2011, la mère de Synyster Gates, Mme Suzy Haner, eut l'idée de fabriquer, en collaboration avec Brittany Brazil, une spécialiste de la pyrogravure, et de schecter guitars research au moins 5 guitares à l'image de The Rev qui sont distribuées aux 4 membres d'Avenged Sevenfold ainsi qu'au mari de Suzy Haner, M. Brian Haner. Les guitares, qui sont basées sur la Schecter Synyster Gates, représentent The Rev et tout ce qu'il aimait, on y retrouve ainsi son dessin animé favori, les quatre autres membres d'Avenged Sevenfold, des deathbats, des « The Rev deathbats ». Il est à noter que plusieurs fans se sont montrés intéressés par un instrument de la sorte. Plusieurs artistes ont fait parvenir des textes hommages à Revolver Magazine à l’occasion du deuxième anniversaire de la mort du regretté batteur d'Avenged Sevenfold. Parmi les artistes : Barry Kerch, batteur de Shinedown, Jacoby Shaddix, chanteur de Papa Roach, Vinnie Paul, batteur de Pantera et de Hellyeah, Matt Tuck, chanteur de Bullet for My Valentine, ainsi que plusieurs autres.

### Nightmare(2010–2011)

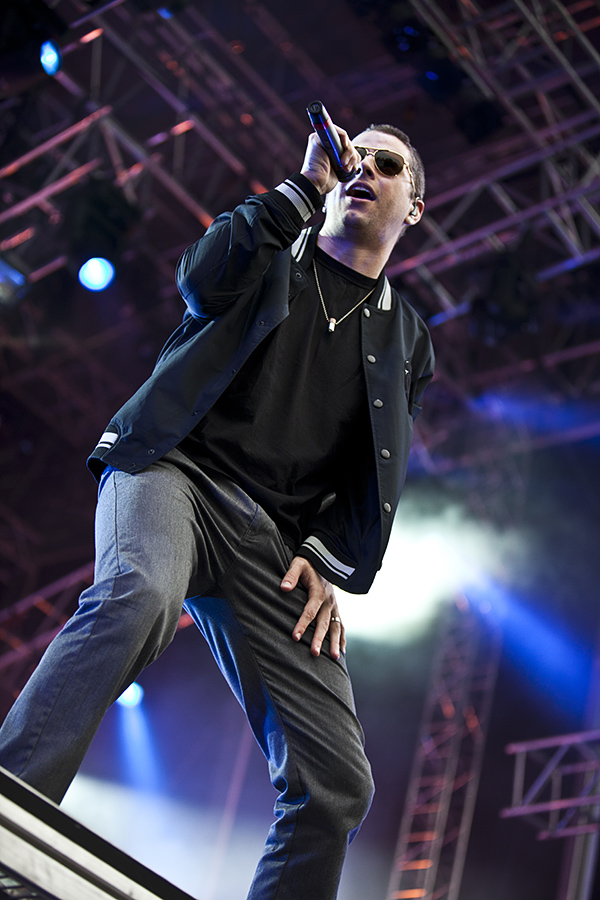
M. Shadows, en 2011.

En avril 2010, le site officiel fait peau neuve et laisse place à un gros deathbat, logo du groupe, qui disparait puis réapparait. Un extrait de leur prochain morceau, Nightmare, est aussi disponible. Le 18 mai 2010, le premier single de l'album, Nightmare, devient disponible sur le site du groupe et la date de sortie du nouvel album est révélée pour le 27 juillet 2010. Le 15 juillet 2010, le groupe met en ligne, sur sa chaine YouTube, une nouvelle chanson de leur nouvel album. Ce single est le second dévoilé par le groupe, après Nightmare, intitulé Buried Alive. Le 17 juillet 2010, sort le premier clip du groupe pour l'album Nightmare sur leur chaîne YouTube ; il s'agit du clip pour la chanson Nightmare. Le clip est représentatif des films préférés de Jimmy, le batteur décédé, plusieurs rôles sont joués par les membres du groupe. 27 juillet 2010 : sortie officielle aux États-Unis, au Canada et en Angleterre de l'album Nightmare. Le reste de l'Europe doit attendre, comme la France, où le disque n'est distribué que le 30 août 2010 sous le label Roadrunner Records. Ils ont entamé, le 25 juillet 2010, la tournée Welcome to the Family Tour en commençant par le Heavy Mtl de Montréal. Il s'agissait de leur premier concert sans The Rev. Le 14 juillet 2011, un concert est donné au Québec (imprévue dans la tournée initiale du groupe), sur les plaines d’Abraham après plus de trois ans d’absence dans la capitale nationale. Désormais, dans la totalité de leurs concerts, le groupe utilise les enregistrements de la voix de The Rev sur les morceaux qu'il chantait de son vivant.
Le 2 mai 2011, le groupe annonce la sortie de leur nouveau single pour l'extension du jeu vidéo Call of Duty: Black Ops, Not Ready To Die. Le 20 mai 2011, sur leur site officiel, le groupe révèle leur dernier clip pour le morceau So Far Away. Il s'agit du second clip pour cet album qui, lors de la mort du batteur, n'était supposé n'en compter aucun. Le clip est très émotionnel et révèle des moments marquants de la vie de The Rev. Nightmare est un album plus posé que ses prédécesseurs, sur lequel plane l'ombre du regretté The Rev, comme le montre la pochette de l'album. M. Shadows se remet à alterner scream et chant clair, à l'instar de l'album Waking the Fallen. Cet album poursuit le chemin emprunté par Avenged Sevenfold : la moitié de l'album est donc composée de ballades (notamment Victim, Fiction et So Far Away), mais également de morceaux metalcore comme God Hates Us. On[Qui ?] trouve aussi des morceaux qui sonnent plus comme leurs anciens travaux sur l'album City Of Evil, avec les chansons 'Buried Alive ou Danger Line. Preuve de son succès, l'album est, dès le jour de sa sortie, classé à la première place dans les classements rock sur iTunes. Le 20 septembre 2011, le groupe annonce la venue prochaine d'un nouveau clip pour la chanson Buried Alive. Selon certains sites, ils auraient approchés Rob Zombie pour la production, souhaitant en faire un chef-d'œuvre du heavy metal, mais celui-ci n'étant pas disponible, ils annoncent finalement le 12 décembre avoir besoin de fans présents le 17 décembre (le dernier concert de l'année), en Ontario, au Canada, pour filmer le morceau de leur point de vue et ainsi poster les vidéos sur Youtube. Le groupe prendra quelque-unes des meilleures vidéos pour monter le clip final. Le groupe termine l'année 2011 avec la tournée Buried Alive Tour, débutée le 21 septembre 2011, qui inclut les groupes Hollywood Undead, Black Veil Brides et Asking Alexandria.
Avenged Sevenfold confirme au magazine Kerrang!, la sortie d'un nouveau DVD live avec des concerts produits exclusivement hors des États-Unis.

### Hail to the King(2012–2014)
Le 11 avril 2012, Avenged Sevenfold remporte les prix du Best Live Band et Most Dedicated Fans aux Revolver Golden Gods awards. Le groupe part en tournée à travers l'Asie en avril et début mai, et joue au Orion Music + More, le 23 juin et 24 à Atlantic City, New Jersey aux côtés de Metallica et Cage the Elephant parmi tant d'autres. Et c'est le 24 septembre 2012 que le groupe sort un nouveau single Carry On pour le jeu Call of Duty: Black Ops II. Avec l'arrivée de leur album Hail to the King, la chanson Sheperd of Fire est prise pour une extension du jeu Call of Duty: Black Ops II
Le 15 novembre 2012, le chanteur M. Shadows déclare que le groupe travaille sur un nouvel album depuis l'enregistrement de Carry On en août 2012. En décembre, le groupe explique envisager de commencer l'enregistrement de leur prochain album en janvier 2013, avec la sortie prévue pour plus tard dans l'année. En janvier 2013, le groupe commence à enregistrer leur nouvel album, puis publie en continu des extraits dès mai 2013 sur leur nouvelle application de radio. Arin Ilejay est confirmé comme un membre du groupe officiel pour remplacer le défunt The Rev. Dans une interview avec Metal Hammer sur le nouvel album, Shadows explique que l'album sonnerait plus classic rock et heavy metal traditionnel comme Black Sabbath et Led Zeppelin.
Le groupe est confirmé pour jouer au Rock in Rio le 22 septembre 2013. Le 24 mai 2013, le groupe annonce les dates de leur tournée européenne avec Five Finger Death Punch et Device en première partie. Le 26 juin 2013, le groupe annonce le titre, la pochette d'album, et la date de sortie officielle de leur sixième album studio, intitulé Hail to the King. Leur nouvel album est sorti le 27 août 2013. Il s'agit du premier album d'Avenged Sevenfold sans contributions musicales du batteur The Rev.

### Waking the Fallen: Resurrected(2014)
Le 26 août 2014, le groupe fait paraître un nouvel album intitulé Waking the Fallen: Resurrected via Hopeless Records. L'album contient 23 pistes dont 11 qui ne sont jamais parues auparavant, et se compose de deux CD et d'un DVD.
Le 23 juillet 2015, le départ du batteur Arin Ilejay est annoncé sur le site officiel du groupe : « Nous vous écrivons ceci pour vous informer que nous allons continuer sans Arin comme batteur du groupe. Arin a été une énergie positive et un batteur monstrueux pour nous durant 4 ans. Nous l'adorons et ce pour toujours. Nous lui sommes et serons toujours reconnaissant de nous avoir aidé à aller de l'avant durant des temps difficiles. D'un point de vue créatif, on a ressenti le besoin d'aller dans une autre direction. On ne peut pas en dire plus pour le moment mais nous sommes excités de partager nos plans très bientôt avec les meilleurs fans du monde. Nous apprécions votre compréhension et votre soutien. »
Le 4 novembre 2015, le nouveau batteur du groupe est annoncé via un podcast de Chris Jericho. Il s'agit de Brooks Wackerman.

### The Stage(2016 - 2019)
Le 28 octobre 2016 sort, par surprise, un nouvel album intitulé The Stage. Le groupe enchaîne alors plusieurs tournées à travers le monde jusqu'en été 2018, après une série de trois concerts d'affilée en Europe, se finissant par le Hellfest, le groupe se voit contraint d'annuler le reste de la tournée due aux problèmes de santé de M.Shadows, une poche de sang infecté s'était formé au niveau de la gorge après les nombreux concerts et tournées sans longue pause. Cette blessure aurait rendu M. sans voix pendant quelques jours et il lui fut conseillé de prendre une pause de trois mois afin de se soigner.
À la fin de 2018, le groupe publie un EP de leurs 4 morceaux dédiés à la série de jeux vidéos Call of Duty: Black Ops (I , II , III et IIII) nommé Black Reign (en) , 3 des morceaux viennent des anciens opus, le morceau Mad Hatter  cependant, fut composé et enregistré pour le nouvel opus et reste à ce jour le plus récent morceau publié du groupe.
À la fin de 2018, début de 2019, le groupe commença à teaser le début de production d'un nouvel album.

## Origine duDeathbat
Le groupe utilise un logo appelé Deathbat, (« Chauve-souris de la mort » en français). Il a été créé par un ami du groupe, Micah Montague, comme on peut le voir sur le DVD All Excess. Le Deathbat apparait sur les pochettes de tous les albums du groupe. La plupart des artworks ont été créées par Cameron Rackam, un ami proche du groupe, mais ce n'est pas lui qui a dessiné l'original. Le Deathbat est parfois illustrée comme étant un squelette complet avec des ailes de chauve-souris, comme sur la pochette de City of Evil, de Nightmare, Hail to the King et de Diamonds In The Rough. Cet emblème suscite tant d'engouement qu'il se répand largement, et est désormais associé comme le symbole du groupe. Le succès est tel que de nombreux fans se font aisément tatouer le logo sur le corps.

## Style musical
Le groupe cite des groupes tels que les Guns N' Roses, Iron Maiden, Pantera, Bad Religion, Dream Theater, Motörhead, Megadeth, Metallica, Black Sabbath, Led Zeppelin, The Rolling Stones, Rancid, Transplants, AC/DC, NOFX, Alice in Chains, Black Flag, Corrosion of Conformity, Suicidal Tendencies, The Misfits, Slayer, The Vandals, Rage Against the Machine, Korn, Deftones et AFI comme influences artistiques.

### Débuts dans le metalcore
Influencé par le punk hardcore et le heavy metal, la musique d'Avenged Sevenfold regroupe plusieurs genres et évolue beaucoup au fil du temps. Les deux premiers projets du groupe, Sounding the Seventh Trumpet et Waking the Fallen, s'apparentent à du metalcore américain. Sur Sounding the Seventh Trumpet, les morceaux sont un peu moins calmes dans l'ensemble, caractérisés par une voix agressive, des passages de batterie à la double grosse caisse plus rapides et des passages de guitare un peu plus saturés. Cependant, il dévie régulièrement de cette caractéristique, avec des titres punk comme Streets ou Warmness on the Soul, ballade jouée au piano. Pour finir, un morceau comme Shattered by Broken Dreams, plus mélodieuse, aurait eu sa place sur Waking the Fallen.
Waking the Fallen poursuit le même style musical que son prédécesseur, mais sur ce dernier, le groupe propose un son typé metalcore plus fluide, plus travaillé et plus mélodieux tout en conservant l'agressivité et la puissance du premier opus. Les passages de guitare sont harmonisés, usage récurrent du style metalcore qu'on retrouve tout au long de l'album ainsi que quelques solos de guitares,. Waking the Fallen est donc plus mûr et offre des compositions plus complexes. Dans le DVD All Excess, le producteur Andrew Mudrock explique cette transition : « Quand j'ai rencontré le groupe après la sortie de Sounding the Seventh Trumpet, Shadows explique que « cet album est tout en cris. Celui qu'on va faire maintenant sera partagé entre cris et chant. Je ne veux plus crier. Et celui qu'on fera après ne comportera que du chant ». »

### Hard rock et heavy metal

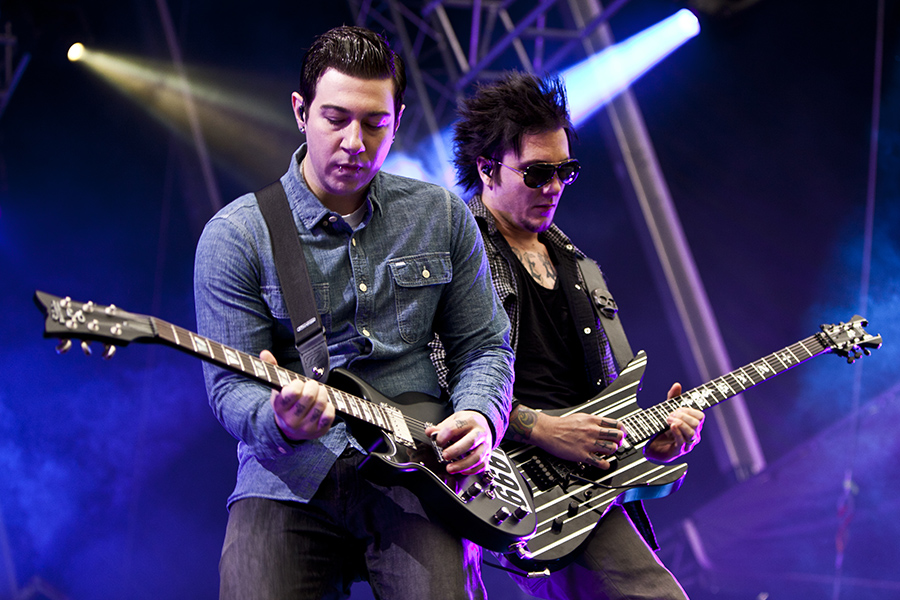
Zacky Vengeance et Synyster Gates, en 2011.

Sur City of Evil, lorsqu'ils débutent l'écriture de l'album, Avenged Sevenfold se tourne vers leurs influences pour un changement de style. Ils optent pour un changement du metalcore pur vers un hard rock et heavy metal plus classique avec quelques influences de punk et hardcore. M. Shadows entraine sa voix avec Ron Anderson, un coach vocal qui avait déjà travaillé avec Axl Rose et Chris Cornell. M. Shadows cherchait spécifiquement à ajouter, d'un ton rauque plus graveleux à sa voix et travaille avec Anderson pendant plusieurs mois sur cette avant que City of Evil soit enregistré.
Contrairement à ce que laisse supposer certaines rumeurs, la nouvelle orientation vocale de M. Shadows n'est en aucun cas dû à son opération ou à un problème de santé. Il explique lui-même à de nombreuses reprises que son choix de ne plus "crier" dans ses chansons provient avant tout du désir d'offrir des parties vocales moins homogènes et plus diversifiées. Il n'hésite cependant pas à utiliser cette puissance vocale lors de concerts et de chansons plus récentes.

### Avenged Sevenfold

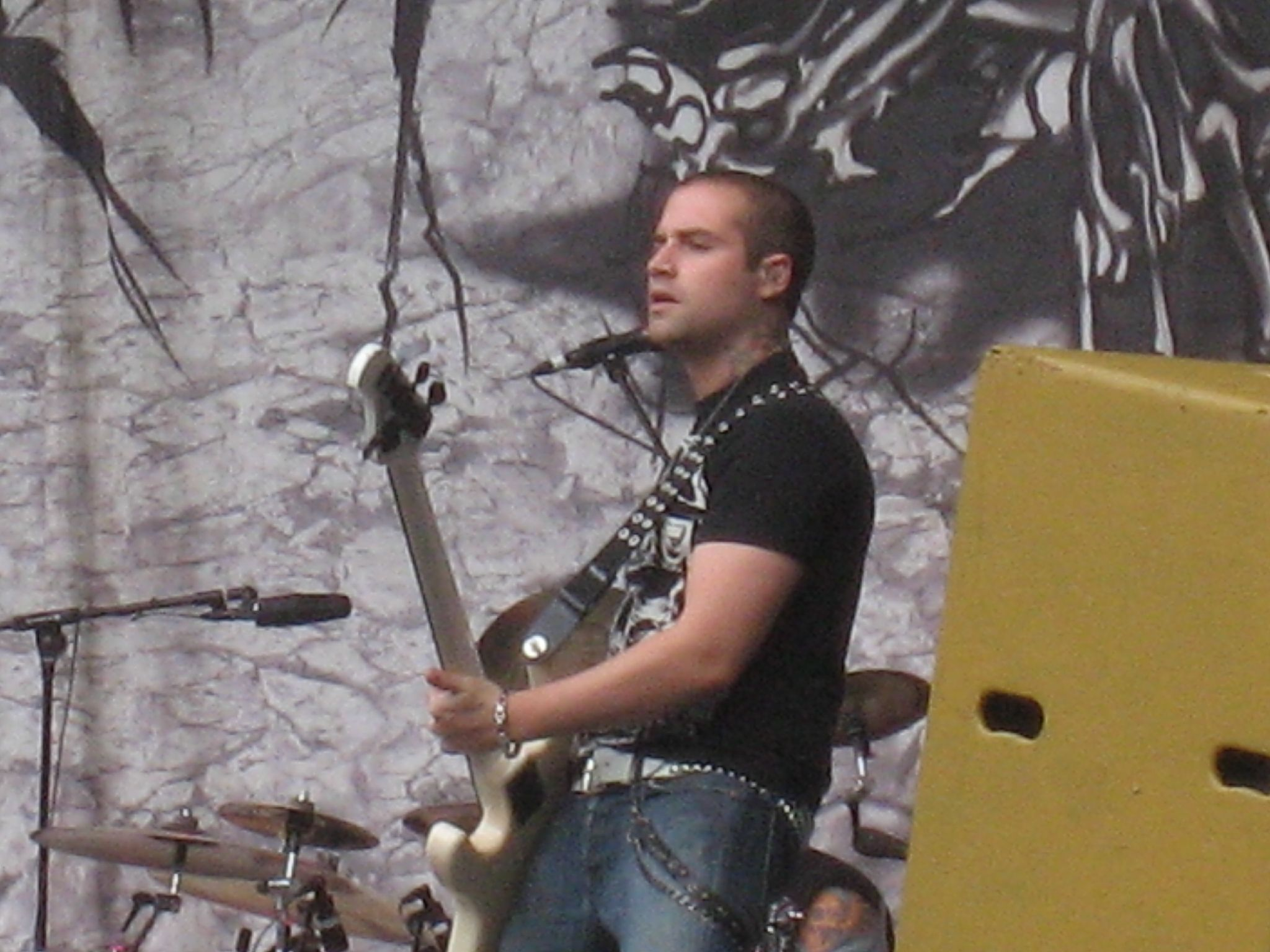
Johnny Christ, bassiste du groupe.

Pendant la production, le groupe se libère dans l'exploration de différents genres et styles de musique rock et de heavy metal. Une différence notable entre Avenged Sevenfold et City of Evil, est que certaines chansons prennent un rythme plus lent pour s'adapter à une approche plus hard rock, une décision qui a suscité des réactions mitigées au sein des fans de la première heure.
Critical Acclaim est la piste ouverture sur l'album et dispose d'un orgue de style gothique dans l'intro. Au cours de la tournée du groupe cette chanson était la chanson d'ouverture. Almost Easy est le deuxième chanson de l'album et dispose d'un thrash metal de style qui rappelle City of Evil. La chanson contient également un ré-enregistrement de clavier joué par Greg Kusten. D'autres chansons de l'album figurent du re-recording pour des détails supplémentaires tels que Unbound (The Wild Ride), qui présentait un chœur de fond (c'est la seule chanson de l'album qui n'a jamais été jouée en live), un orchestre quartor à cordes frottées est mise en vedette sur Afterlife et Brompton Cocktail, le dernier qui est écrit par The Rev. Scream contenait également des re-recording dans sa ligne de basse pour des détails supplémentaires. Lost fait usage d'un vocoder et la chanson Dear God adopte un style country en incluant de la pedal-steel guitar. La chanson la plus expérimentale de l'album est A Little Piece of Heaven, qui est écrit à l'origine par The Rev pendant qu'il prenait une pause dans les sessions d'enregistrement. Il s'agit d'une chanson de metal avant-gardiste, mais est influencée par les comédies musicales de Broadway et le travail de Danny Elfman et de Mr. Bungle, en utilisant des instruments à cuivres et à cordes principalement pour prendre en charge la majeure partie du rôle des guitares.

### Retour aux origines et nouvelle direction musicale
Sur Nightmare, le groupe retrouve une agressivité plus approfondie que sur les deux albums précédents. On trouve ainsi des titres relativement violents tels que Nightmare, God Hates Us, (qui aurait eu sa place sur Waking the Fallen) et Natural Born Killer. Comme à son habitude, Avenged Sevenfold consacre une partie de l'album à un contenu plus doux, privilégiant la mélodie. Les ballades telles que So Far Away, Victim et Fiction représentent presque la moitié de l'album. On retrouve dans cet album la « patte » du groupe avec des refrains et riffs puissants, caractéristiques de ce qu'Avenged Sevenfold a l'habitude de produire depuis City of Evil. On remarque également une orientation parfois progressive, ainsi que des mélodies plus complexes, notamment dans Save Me, qui dure plus de 10 minutes et suivant une progression particulière, Tonight the World Dies, qui est planant et mélodieux ou encore dans Buried Alive, passant de la power-ballad à un puissant thrash metal s'inspirant ouvertement de One de Metallica. L'album parle, sur la plupart des morceaux, de The Rev, décédé le 28 décembre 2009, avant la sortie de l'album en 2010. Effectivement, quelques chansons ont été écrites pour lui, notamment, So Far Away, qui lui est dédié. Buried Alive est aussi inspiré de Jimmy, comme l'appellent les membres du groupe. De plus, sur l'album Hail to the King, sorti quelques années plus tard, la chanson St. James lui est aussi dédiée.
À propos de Hail to the King, Synyster Gates déclare : « je pense que notre écriture s'est améliorée à pas de géant... Cet album est notre plus grand enregistrement depuis longtemps. Quand vous lancez le CD, le son est vraiment énorme. » M. Shadows déclare quant à lui : « sur cet enregistrement, nous voulons le juste essentiel, l'approche axée sur les riffs. Parce que c'est vraiment facile pour nous de dire « que la mélodie semblerait super ici, jetterait ce chant de fond ici, voici cette harmonie. Nous avons dû nous restreindre de le faire juste pour le garder le rock le plus dur et le plus direct. » »
Zacky Vengeance explique : « nous avons stylisé pour soutenir et aller au cœur du heavy metal au lieu d'essayer de le sur-compliquer. Nous avons écrit et avons écrit et avons estimé que nous avons vraiment réalisé ce que nous allions pour… nous sommes vraiment fiers de ce que nous avons créé. » Le groupe change considérablement depuis leur premier album, dans lequel, pendant ce temps, ils sont caractérisés comme un groupe heavy avec un style vocal hurlé avec un chant clair, ses riffs de guitares puissant et ses breakdowns qui classent le groupe dans le metalcore. Le groupe a également été décrit auparavant comme de l'emo,, du post-hardcore,, du rock gothique, du metal alternatif, du thrash metal, du screamo, et de pop punk,. Le groupe est critiqué par une minorité de personnes pour « ne pas être assez metal,. » Le chanteur M. Shadows répond à cela par : « Nous jouons de la musique pour l'amour de la musique, pas pour que nous puissions être étiqueté comme un groupe de metal. C'est comme nous dire que nous ne sommes pas assez punk. Qui s'en soucie ? » Avenged Sevenfold est l'un des groupes notables de la New Wave of American Heavy Metal.

## Membres

### Membres actuels
- M. Shadows – chant, piano (depuis 1999)
- Zacky Vengeance – guitare rythmique, chœurs, piano (depuis 1999)
- Synyster Gates – guitare solo, chœurs (depuis 1999)
- Johnny Christ – basse (depuis 2002)
- Brooks Wackerman – batterie (depuis 2015)

### Anciens membres
- Matt Wendt – basse (1999–2000)
- Justin Sane – basse, claviers (2000–2001)
- Dameon Ash – basse (2001–2002)
- The Rev – batterie, chœurs, chant (1999–2009 ; décédé en 2009)
- Mike Portnoy - batterie (2010)
- Arin Ilejay – batterie (2011-2015)

## Discographie
- 2001 : Sounding the Seventh Trumpet
- 2003 : Waking the Fallen
- 2005 : City of Evil
- 2007 : Avenged Sevenfold
- 2010 : Nightmare
- 2013 : Hail to the King
- 2014 : Waking the Fallen : Resurrected
- 2015 : Hail to the King: Deathbat - Original Video Game Soundtrack
- 2016 : The Stage
- 2020 : Diamonds in the Rough
- 2023 : Life Is but a Dream...

## Récompenses
| Année | Travail proposé                                  | Récompense / catégorie                          | Résultat   |
| ----- | ------------------------------------------------ | ----------------------------------------------- | ---------- |
| 2006  | Groupe : Avenged Sevenfold                       | MTV Music Awards : nouveau talent               | Lauréat    |
| 2006  | Synyster Gates, pour City of Evil                | Total Guitar : Guitariste de l'année            | Lauréat    |
| 2006  | Synyster Gates, pour City of Evil                | Dimebag Darrell Young Shredder Award            | Lauréat    |
| 2006  | Groupe : Avenged Sevenfold                       | Meilleur groupe planétaire                      | Nomination |
| 2008  | Groupe : Avenged Sevenfold                       | Kerrang - Meilleur groupe international         | Nomination |
| 2008  | Groupe : Avenged Sevenfold                       | Kerrang - Meilleur groupe live                  | Nomination |
| 2008  | Album : Avenged Sevenfold                        | Kerrang - Album de l'année                      | Lauréat    |
| 2010  | The Rev, pour Nightmare                          | Golden God Awards : Meilleur batteur            | Lauréat    |
| 2010  | Groupe : Avenged Sevenfold                       | Kerrang : Meilleur groupe international         | Nomination |
| 2011  | Mike Portnoy, pour Nightmare                     | Golden God Awards : Meilleur batteur            | Lauréat    |
| 2011  | Synyster Gates & Zacky Vengeance, pour Nightmare | Golden God Awards : Meilleurs guitaristes       | Lauréat    |
| 2011  | M. Shadows, pour Nightmare                       | Golden God Awards : Meilleur chanteur           | Lauréat    |
| 2011  | Nightmare                                        | Golden God Awards : Album de l'année            | Lauréat    |
| 2011  | Best Live Band                                   | Golden God Awards : Meilleur groupe live        | Nomination |
| 2011  | Best Live Band                                   | Kerrang! Awards : Meilleur groupe live          | Nomination |
| 2011  | Nightmare                                        | Kerrang! Awards : Meilleur single               | Nomination |
| 2011  | Nightmare                                        | Kerrang! Awards : Meilleur album                | Nomination |
| 2011  | Groupe : Avenged Sevenfold                       | Kerrang! Awards : Meilleur groupe international | Nomination |
| 2012  | Best Live Band                                   | Golden God Awards : Meilleur groupe live        | Lauréat    |
| 2012  | Most Dedicated Fans                              | Golden God Awards : Most Dedicated Fans         | Lauréat    |
| 2013  | Carry On                                         | Golden God Awards : Chanson de l'année          | Nomination |